# TrueTeenBabes
TrueTeenBabes (досл. «истинные юные красотки») — американское интернет-издание, базировавшееся в Колорадо и занимавшееся созданием и публикацией фотографий гламурных девушек-моделей подросткового возраста (от 13 до 17 лет). Сайт начал свою работу 3 июля 2001 года; проработав 12 лет, 4 августа 2013 он прекратил выпускать новые фотосеты, перейдя в режим архива и продолжив продажу уже выпущенных изображений. Издание было основано американским фотографом немецкого происхождения Джеймсом Стивеном Грейди (более известным как Джимми Стивенс) по предложению Алии Шари (англ. Alia Shari) — ученицы местной старшей школы, которая подрабатывала в его фотолаборатории.
Помимо TrueTeenBabes, Грейди также оперировал (либо планировал создать) несколькими сестринскими сайтами и проектами, так или иначе связанными TrueTeenBabes. В их число входили TrueBabes, TrueDudes, TeenGlamourGirls и TrueTeenCams.
За 12 лет работы в фотосъёмке приняли участие ровно 200 моделей.
С момента своего запуска, издание оказалось в центре внимания журналистов, а затем и правоохранительных органов. Это был один из многих случаев, поднявших вопрос о приемлемости модельных интерент-изданий для девочек-подростков, снимающих последних «в довольно откровенных позах, одетыми в бикини, короткие юбки и нижнее бельё». По мнению Грейди и его представителей, изображения, выпускаемые интернет-изданием, не более провокационны — а иногда значительно более скромны, чем фотографии, которые можно встретить в журналах вроде Maxim или Jane, а также, по их мнению, фотографии девочек школьного возраста, одетых в бикини и нижнее бельё, в принципе пользуются большим спросом и совершенно нормальны и приемлемы в модельной индустрии.

## История
Сайт был создан американским фотографом Джимми Грейди в 2001 году.
К концу 90-х годов он уже на протяжении нескольких лет профессионально занимался фотографией, снимая в основном откровенные эротические изображения молодых девушек, которые затем заказчики публиковали в онлайн-журналах. Летом 2000 года Грейди думал о расширении своих источников дохода, его привлекла идея создания собственного интернет-издания с ежемесячной подпиской, однако он переживал, что его сайт окажется неконкурентоспособным, так как к тому времени другие онлайн-журналы уже выпускали несоизмеримо большое количество фотографий. На идею создания TrueTeenBabes повлиял тот факт, что, в отличие от обычных интернет-изданий, в сети не было такого большого количества сайтов, публикующих фотографии девушек подросткового возраста: «Девушки-подростки, чья привлекательность раскрыта умелым гламурным фотографом». При этом было достаточное количество людей, готовых платить за такие изображения. Грейди также упоминает, что к идее создания TrueTeenBabes причастна школьница по имени Алия Шари, подрабатывавшая в его фотолаборатории. При этом не ожидалось, что сайт будет чем-то значительным и большим: «Идея создания TrueTeenBabes сводилась к двум простым причинам... веселье, работая с милыми подругами [Алии Шари], и некоторый дополнительный сторонний доход».
Осенью этого же года для поиска моделей был создан сайт TeenModelQuest.com, а позже был приобретён и сам домен TrueTeenBabes.com. Грейди начал размещать рекламные баннеры о поиске моделей на различных вебсайтах, а также печатались рекламные карточки для распространения в популярных у девочек-подростков местах: на вечеринках, спортивных мероприятиях, конкурсах чирлидинга. Для помощи были наняты на постоянную работу ассистент и визажистка.
На подготовку к открытию ушёл год. В январе 2001 года прошла самая первая фотосессия с семнадцатилетней Дженнифер, а в июне этого года была поставлена цель открыть сайт к 1 июлю и набрать 500 подписчиков к концу года. В итоге TrueTeenBabes начал работу 4 июля, а отметка в 500 подписчиков была пройдена уже к 9 июля, к концу ноября журнал имел уже 2000 подписчиков. Сайт набирал популярность значительно быстрее, чем того ожидал Грейди, что приводило ко вниманию со стороны СМИ.
К началу 2002 года над фотожурналом работало уже 9 постоянных работников, для сайта регулярно снимались более 50 моделей. Джессика, первая модель, также стала работать за кулисами, помогая девочкам одеться, наносить макияж, а так же помогала с модерацией сообщений в чате TrueTeenCams — сестринском сайте, где подписчики могли общаться с моделями во время вебкам-трансляций в реальном времени.
5 апреля в студии Грейди был произведён полицейский рейд с обыском по подозрению в сексуальной эксплуатации несовершеннолетних и производстве детской порнографии, в ходе которого владелец был арестован. По словам шерифа округа Арапахо, это была «крупнейшая банда по производству детской порнографии в истории Колорадо». По данному делу ему было предъявлено 886 обвинений, из которых до суда присяжных, однако, дошли лишь 39 из них. Допрошенные модели свидетельствовали в пользу Грейди и отрицали, что какие-либо неприемлемые предложения и просьбы с его стороны имели место. Грейди был полностью оправдан судом присяжных 3 марта 2003 года, после чего сайт возобновил работу.
В 2006 и 2009 сайт становился предметом расследований офиса шерифа округа Пинелас, однако никаких обвинений не было выдвинуто из-за отсутствия состава преступления.
До 4 августа 2013 года журнал работал в обычном режиме, а затем перешёл в режим архива, перестав выпускать новые фотосеты и нанимать новых моделей, оставив возможность покупать отдельные фотосеты моделей. За всё время в съёмках приняли участие ровно 200 моделей. Сайт продолжает работать в режиме архива по сей день.

### Внимание в СМИ
24 марта 2002 года Том Мартино (американский радиоведущий) на своей радиостанции обсуждал TrueTeenBabes, спрашивая, как «такая непристойность» может быть законна. Грейди, узнав об том, пытался дозвониться до радиостанции, но безуспешно. Позже выяснилось, что с ведущим связалась мать одной из моделей, которая не ожидала, что её дочь будет сниматься в именно такого рода фотографиях. По словам матери, она подписала разрешение на съёмку её дочери, но тогда она плохо себя чувствовала и прочитала не достаточно внимательно информацию о том, какого рода фотографии будут сниматься. Она ожидала, что фотографии будут схожи с теми, что можно увидеть в каталогах магазинов одежды.
Через несколько дней Грейди под видом кандидатки в модели позвонила женщина-репортёр телеканала Fox31 News, представившаяся Марией, она затем пришла в фотостудию тем днём якобы на модельные смотры. По словам Грейди, «Мария» задавала «очень много вопросов о его издании TrueTeenBabes», а в конце упомянула, что у неё есть «очень распутная племянница», которая тоже хочет стать моделью, на что он ответил, что эта девочка нуждается в помощи, а не в работе моделью. В ту же ночь из Fox31 News связались с Колорадским бюро расследований (КБР) и сообщили о «фотографе, снимающим сомнительные фотографии девочек». В начале марта Грейди также заметил то, что один из счетов, с которого снималась плата за подписку, принадлежит местному департаменту шерифа. Оказалось, что за некоторое время информация о TrueTeenBabes была донесена в департамент репортёром новостного агентства 9News. 5 апреля в фотостудии прошёл полицейский рейд, в результате которого Грейди будет арестован и будет содержаться под стражей около года.
В 2010 году Грейди подал в суд иск против женщины по имени Терри Оберли и её двоих дочерей. Ранее девочки снимались для Грейди: младшая фотографировалась для TrueTeenBabes в возрасте 15 лет, а старшая позировала топлесс для TrueBabes в 19 лет. Но по словам Оберли они прекратили сниматься для его сайтов после того, как одна из девочек якобы была уволена, когда та попросила «немного больше денег». По словам Грейди, Оберли подписала модельный релиз, разрешающий использовать фотографии её дочерей на его вебсайте, однако позже фотографии младшей оказались на сайте modelmayhem.com, а старшая использовала свои фотографии для некого конкурса, что нарушало авторские права.
В 2017 году во Флориде другой фотограф, Дэвид Хардман (англ. David Hardman), также занимавшийся съёмкой гламурной фотографии девушек-подростков, был арестован по обвинениям, аналогичным тем, что были предъявлены Грейди в 2002. Известно, что в 2006 году оба фотографа снимали одну и ту же тринадцатилетнюю модель по имени Хизер (англ. Heather).

### Арест и суд в 2002—2003 гг.[4]
Как следствие пристального внимания к изданию со стороны КБР и департамента шерифа, 5 апреля 2002 года в 6:40 вечера правоохранительные органы ворвались в фотостудию вебсайта с обыском, используя ручной таран для вскрытия двери. Внутри полицейские приказали лечь на пол мужчине и двум девушкам, работавшим в студии; в это же время снаружи другая группа арестовала Джеймса Грейди, который только что подъехал на фургоне. В ходе обыска, полицейские изъяли на столько большое количество оборудования, что им потребовалось несколько грузовых автомобилей для транспортировки улик.
Арест повлёк за собой внимание в СМИ, которое привело в том числе и к различными слухам и спекуляциям. Так, например, в 9News заявили, что Грейди якобы занимался трансляцией сексуальных актов с участием моделей.
Заместитель шерифа округа Арапахо Грейсон Робинзон заявил, что владелец издания «заманил юных девушек в порнобизнес, поощряя их сниматься в откровенных фотосессиях».
Грейди был помещён под стражу с возможностью освобождения под залог в полтора миллиона долларов, однако так и не был отпущен. Спустя 6 дней после ареста, окружная прокуратура предъявила владельцу издания 766 обвинений по делу о сексуальной эксплуатации несовершеннолетних моделей, а полтора месяца спустя, 28 мая, число обвинений возросло до 886. Если бы Грейди был признан виновным по каждому из них, ему «пришлось бы» отбыть около 8 тысяч лет в тюрьме.
Тем не менее ни одна из моделей, снимавшихся для TrueTeenBabes, не обвиняла Джеймса Грейди в сексуальной эксплуатации, но более того, некоторые модели говорили в защиту фотографа. Лишь одна девушка, не снимавшаяся для фотоиздания, обвинила Грейди в том, что тот стал неприлично её трогать после фотосессии в 2000 году. Однако в её истории было много несостыковок. Например, девушка заявляла, что Грейди завёл её в раздевалку, которая к тому времени ещё не была построена.
Следователи допросили нескольких девочек, но ни одна из них не подтвердила позицию обвинения. В то же время Чарли — одна из девушек, снимавшихся для издания — заявила, что «не заметила [за Грейди] никаких неприемлемых действий», а также отрицала, что какие-либо сексуальные фотографии имели место. По её словам, Грейди не требовал от неё делать то, от чего ей было некомфортно. Другая модель, Юлия, заявила, что фотограф относился к ней «в полностью приемлемом ключе» и что вопреки обвинению, Грейди не предлагал ей алкоголь или наркотики, никак не трогал её неприемлемым образом.
Сторона защиты заявляла, что фотографии, публикуемые изданием, не могут считаться неприемлемыми и не нарушают закон, поскольку подобного рода снимки являются нормой в модельном бизнесе, а также существуют значительно более откровенные примеры, которые не являются незаконными и свободно распространяются в настоящее время. В пример была приведена рекламная кампания джинс Calvin Klein с участием пятнадцатилетней Брук Шилдс, где она позирует в относительно свободном топе, прикрывающем её грудь. Также они заявили, что свободно продающиеся журналы, такие как Maxim или Jane, тоже содержат «сомнительные» снимки девушек младше 18 лет, но не находятся вне закона.
Расследование длилось около года, однако к его окончанию из 886 обвинений прокуратура продолжала настаивать всего на 39. Кроме того, ещё в октябре прошлого года, по ходатайству защиты, судья Джеймс Маркум посчитал, что стороне обвинения потребуется доказать присяжным заседателям факт того, что Грейди получал сексуальное удовлетворение от снятых фотографий, что фактически было нереализуемо.
3 марта 2003 года началось судебное разбирательство. Несколько моделей дали показания. Единственными косвенными подтверждениями того, что Грейди предположительно получал сексуальное удовлетворение от фотографий были показания одной из девушек, заявившей, что она однажды услышала, как фотограф вздыхал в тот момент, когда та выходила из раздевалки, а также трёхсекундная видеозапись, снятая на скрытую камеру во время визита «Марии» из Fox31 News, в котором Грейди сказал, что ему нравится работать со «свежими молодыми девчонками». В конце концов присяжные заседатели не ясно понимали, какой в принципе закон был нарушен. 13 марта Грейди был полностью оправдан судом.
После обыска и года, проведённого Грейди под стражей, фотостудия понесла убытки в десятки тысяч долларов.

## Описание
TrueTeenBabes описывет себя как «онлайн-журнал гламурной подростковой фотографии». При этом, сам сайт определял «гламурную фотографию», как снимки, подобные тому, что можно увидеть в журнале Sports Illustrated Swimsuit Issue и каталогах белья Victoria’s Secret. Девушки на снимках могут быть одеты в разную одежду: от школьных блузок до купальников и нижнего белья. Часто модели носят платья, джинсовые юбки и шорты, высокие каблуки, кружева и шёлковое бельё. В целом, образ моделей можно описать как лёгкий и женственный.
Помимо основного сайта — TrueTeenBabes — также существовали или существуют несколько сестринских сайтов.

### Сестринские сайты
- TrueBabes

TrueBabes являлся интернет-изданием, также занимавшимся съёмкой гламурной фотографии девушек-моделей, но уже совершеннолетних, студенческого возраста. В проекте могли принять участие девушки возрастом от 18 до 22 лет без татуировок. Фотографии TrueBabes значительно более откровенны: в отличие от TrueTeenBabes, модели позируют в значительно более сексуальных позах, оголяют грудь и лобок. Сайт открылся в 2004 году, чтобы дать девочкам из TrueTeenBabes возможность продолжать сниматься в гламурной фотографии уже после достижения 18 лет. Изначально планировалось, что сайт откроется в апреле 2002 года, однако он был открыт лишь год спустя в связи с содержанием Грейди под стражей в это время. TrueBabes перестал выпускать новые изображения в 2015 году, перейдя в режим архива с возможностью покупки выпущенных ранее фотосетов, подобно основному сайту.
- TrueDudes

Этот проект упоминался на личном сайте Джеймса Грейди; данное интернет-издание должно было продюсировать фотографии «привлекательных парней студенческого возраста», аналогично TrueBabes. Сайт должен был открыться в январе 2002 года, однако издание так и на начало свою работу.
- TeenGlamourGirls

Сайт был открыт в 2012 году и также занимался публикацией гламурных фотографий девушек школьного возраста. TeenGlamourGirls также, как и TrueTeenBabes, использовал модель ежемесячной подписки и публиковал новые фотосеты еженедельно, но в отличие от него публиковал фотосеты с участием других моделей, снятые разными фотографами из США и Европы. Некоторые модели были также, по всей видимости, из России. Интернет-издания проработало два года после открытия, ненамного пережив основной сайт.
- «Личные» сайты моделей

Для некоторых наиболее популярных девушек были также созданы отдельные сайты, носящие их имена. За дополнительную ежемесячную подписку фанаты могли получить доступ к новым фотосетам и видео, которые не публиковались на основном сайте.
- TrueTeenCams

Сайт занимался ведением вебкам-трансляций с участием самих моделей TrueTeenBabes, к которым могли подключаться подписчики сайта и обмениваться сообщениями с девушками в реальном времени. Соответственно, многие модели были несовершеннолетними, однако вебкам-трансляции также вели и девушки, снимавшиеся для TrueTeenBabes, уже после достижения восемнадцатилетия. Во время трансляций девочки носили один из нарядов, в которых они снимались для основного сайта. Модели не демонстрировали наготу, а чат просматривался модератором. Участникам запрещено отправлять девушкам сообщения оскорбительного или сексуального характера, а также запрещено просить моделей снять одежду или сделать что-то, что выходит за рамки рейтинга PG-13; за нарушение правил участник мог получить предупреждение, либо его могли выгнать из чата, в зависимости от серьёзности нарушения. TrueTeenCams был открыт несколько позднее основного сайта и перестал функционировать после ареста Грейди в 2002 году, и больше никогда не возобновлял работу.
- TeenModelQuest

Этот сайт использовался для поиска первых моделей TrueTeenBabes. Он содержал требования для девушек, описание фотографий, информацию и документы для родителей, а также анкету для модели.